# Wimbledon 1896
De 20e editie van het Britse grandslamtoernooi, Wimbledon 1896, werd gehouden van maandag 13 tot en met dinsdag 21 juli 1896. Voor de vrouwen was het de 13e editie van het Britse graskampioenschap. Het toernooi werd gespeeld op de toenmalige locatie aan de Worple Road bij de All England Lawn Tennis and Croquet Club in de wijk Wimbledon van de Britse hoofdstad Londen.
Zoals toen gebruikelijk was, speelden de spelers om de titelverdediger uit te dagen in de finale "challenge round".
Titelverdediger Wilfred Baddeley verloor van Harold Mahony.
Titelverdedigster Charlotte Cooper won de titel door Alice Pickering te verslaan.

## Belangrijkste uitslagen
Mannenenkelspel

Finale: Harold Mahony (Verenigd Koninkrijk) won van Wilfred Baddeley (Verenigd Koninkrijk) met 6–2, 6–8, 5–7, 8–6, 6–3 
Vrouwenenkelspel

Finale: Charlotte Cooper (Verenigd Koninkrijk) won van Alice Pickering (Verenigd Koninkrijk) met 6–2, 6–3 
Mannendubbelspel

Finale: Wilfred Baddeley (Verenigd Koninkrijk) en Herbert Baddeley (Verenigd Koninkrijk) wonnen van Reginald Doherty (Verenigd Koninkrijk) en Harold Nisbet (Verenigd Koninkrijk) 1–6, 3–6, 6–4, 6–2, 6–1 
Het vrouwendubbelspel en gemengd dubbelspel werden in 1913 voor het eerst georganiseerd.
Een juniorentoernooi werd voor het eerst in 1947 gespeeld.
1877 · 1878 · 1879 · 1880 · 1881 · 1882 · 1883 · 1884 · 1885 · 1886 · 1887 · 1888 · 1889 · 1890 · 1891 · 1892 · 1893 · 1894 · 1895 · 1896 · 1897 · 1898 · 1899 · 1900 · 1901 · 1902 · 1903 · 1904 · 1905 · 1906 · 1907 · 1908 · 1909 · 1910 · 1911 · 1912 · 1913 · 1914 · 1915–1918 · 1919 · 1920 · 1921 · 1922 · 1923 · 1924 · 1925 · 1926 · 1927 · 1928 · 1929 · 1930 · 1931 · 1932 · 1933 · 1934 · 1935 · 1936 · 1937 · 1938 · 1939 · 1940–1945 · 1946 · 1947 · 1948 · 1949 · 1950 · 1951 · 1952 · 1953 · 1954 · 1955 · 1956 · 1957 · 1958 · 1959 · 1960 · 1961 · 1962 · 1963 · 1964 · 1965 · 1966 · 1967
↓ open tijdperk ↓
1968 (m-v-md-vd-gd) · 1969 (m-v-md-vd-gd) · 1970 (m-v-md-vd-gd) · 1971 (m-v-md-vd-gd) · 1972 (m-v-md-vd-gd) · 1973 (m-v-md-vd-gd) · 1974 (m-v-md-vd-gd) · 1975 (m-v-md-vd-gd) · 1976 (m-v-md-vd-gd) · 1977 (m-v-md-vd-gd) · 1978 (m-v-md-vd-gd) · 1979 (m-v-md-vd-gd) · 1980 (m-v-md-vd-gd) · 1981 (m-v-md-vd-gd) · 1982 (m-v-md-vd-gd) · 1983 (m-v-md-vd-gd) · 1984 (m-v-md-vd-gd) · 1985 (m-v-md-vd-gd) · 1986 (m-v-md-vd-gd) · 1987 (m-v-md-vd-gd) · 1988 (m-v-md-vd-gd) · 1989 (m-v-md-vd-gd) · 1990 (m-v-md-vd-gd) · 1991 (m-v-md-vd-gd) · 1992 (m-v-md-vd-gd) · 1993 (m-v-md-vd-gd) · 1994 (m-v-md-vd-gd) · 1995 (m-v-md-vd-gd) · 1996 (m-v-md-vd-gd) · 1997 (m-v-md-vd-gd) · 1998 (m-v-md-vd-gd) · 1999 (m-v-md-vd-gd) · 2000 (m-v-md-vd-gd) · 2001 (m-v-md-vd-gd) · 2002 (m-v-md-vd-gd) · 2003 (m-v-md-vd-gd) · 2004 (m-v-md-vd-gd) · 2005 (m-v-md-vd-gd) · 2006 (m-v-md-vd-gd) · 2007 (m-v-md-vd-gd) · 2008 (m-v-md-vd-gd) · 2009 (m-v-md-vd-gd) · 2010 (m-v-md-vd-gd) · 2011 (m-v-md-vd-gd) · 2012 (m-v-md-vd-gd) · 2013 (m-v-md-vd-gd) · 2014 (m-v-md-vd-gd) · 2015 (m-v-md-vd-gd) · 2016 (m-v-md-vd-gd) · 2017 (m-v-md-vd-gd) · 2018 (m-v-md-vd-gd) · 2019 (m-v-md-vd-gd) · 2020 · 2021 (m-v-md-vd-gd) · 2022 (m-v-md-vd-gd) · 2023 (m-v-md-vd-gd) · 2024 (m-v-md-vd-gd)
Lijst van Wimbledonwinnaars · Toernooien per editie